# Virgil Petrescu
Virgil Petrescu (n. 26 august 1942, Ploiești, România) este un inginer, profesor universitar și politician român. A fost deputat în legislatura 1996–2000, ales în județul Vaslui pe listele partidului PNȚCD. A deținut mandatul de ministru al Educației Naționale (12 decembrie 1996 – 5 decembrie 1997), în guvernul Victor Ciorbea.

## Biografie
Virgil Petrescu s-a născut în Ploiești, la 26 august 1942. A urmat Liceul „I. L. Caragiale” din Ploiești și apoi a absolvit cursurile Facultății de Hidrotehnică din cadrul Universității Tehnice de Construcții din București (ca șef de promoție).

### Activitate științifică și didactică
A lucrat în proiectare, cercetare și, din 1970, în învățământul superior.
Între anii 1966-1972 a activat la Institutul de Studii și Cercetări Hidrotehnice din București, efectuând studii, cercetări și proiecte în domeniile: fluide stratificate, modele de turbulență, transport aluvionar, prize de apă, modelare hidraulică pentru bazine portuare fluviale, protecția mediului, canale navigabile, sisteme de dispersie a poluanților în râuri și mări, sisteme bifazice, construcții hidrotehnice și instalații etc. În perioada 1968-1969, a urmat, ca bursier al Fundației Universităților Olandeze pentru Cooperare Internațională, un curs de inginerie hidraulică la Universitatea Tehnică din Delft.
Activitatea în învățământul superior a început-o în anul 1970 la Institutul de Construcții din București (actuala Universitate Tehnică de Construcții în calitate de cadru didactic asociat până în anul 1972, apoi asistent (1972-1974), șef de lucrări (1974-1990), conferențiar (1990-1992) și profesor universitar (din 1992).
A devenit doctor inginer în anul 1981, susținând teza „Despre mișcarea fluidelor stratificate și unele probleme de poluare”. A parcurs toate treptele unei cariere universitare, din 1992 fiind profesor universitar și conducător de doctorat la Universitatea Tehnică de Construcții din București (UTCB). În iulie 2006, Senatul UTCB l-a desemnat director al Departamentului de studii doctorale (în acord cu Procesul Bologna). A publicat 10 tratate și cursuri universitare, peste 104 lucrări științifice și a participat cu comunicări la peste 70 de congrese de specialitate și manifestări științifice, în țară și în străinătate.

### Activitate politică
Virgil Petrescu a devenit membru al Partidului Național Țărănesc Creștin Democrat la 1 iulie 1992. A coordonat comisia de centralizare a rezultatelor din cadrul Departamentului Electoral al CDR (1992 și 1996) și a fost reprezentantul PNȚCD în CNRI (Consiliul Național pentru Reforma Învățământului) de pe lângă Ministerul Educației Naționale (1995–2000).
În perioada în care a fost ministrul Educației Naționale, Virgil Petrescu a contribuit la adoptarea Legii statutului personalului didactic (Legea nr. 128/1997) și a fost autorul Programului de reabilitare a școlilor din România (program derulat împreună cu Banca Mondială și Fondul de Dezvoltare Socială).
Virgil Petrescu a fost președinte al Organizației PNȚCD - Sector 4 București (din 1999), vicepreședinte al partidului (din 2003), coordonator al săptămânalului „Dreptatea" (din martie 2007) și vicepreședinte coordonator al Secretariatului General PNȚCD (din octombrie 2007).

## Lucrări publicate
Virgil Petrescu este autor sau coautor a 10 cărți din domeniul tehnic și manuale universitare, printre care:
- Mecanica fluidelor, curs pentru subingineri, București: Ed. Didactică și Pedagogică, 1978
- Hidraulica instalațiilor. Elemente de calcul. Aplicații (coautor), București: Ed. Tehnică, 1985
- Hidraulica instalațiilor (coautor), vol. I, București: Ed. Tehnică, 1994
- Hidraulica elementelor de dispersie a apelor uzate în mare (coautor), București: Ed. Didactică și Pedagogică, 1998
- Hidraulica instalațiilor (coautor), vol. II, București: Ed. Tehnică, 2002
- Hidrodinamica cursurilor de apă (coautor), București: UTCB, 1998
- Despre mișcarea fluidelor stratificate, Timișoara: Ed. Orizonturi Universitare, , 2002.

De asemenea, a publicat peste 200 de articole în reviste tehnice de specialitate din țară și străinătate și comunicări științifice la congrese de specialitate și manifestări științifice naționale și internaționale.
În 2023 a terminat, împreună Niculae Ionescu-Galbeni, editarea lucrării în patru volume PNȚCD - privit din interior, 1997-2000, lansată pe 25 octombrie 2023, la Biblioteca Academiei Române .